# Andrarums IF
Andrarums IF är en idrottsförening i Brunnsvik utanför Brösarp, Tomelilla kommun. Klubben bildades den 13 februari 1938 i Andrarum och sysslar med bordtennis, cykling, fotboll, friidrott, innebandy, orientering, simning och skidor .